# Elif Güneri
Elif Güneri (Karabük, 9 ottobre 1987) è una pugile turca.

## Palmarès
- Mondiali

Jeju 2014: bronzo nei pesi mediomassimi.
Astana 2016: bronzo nei pesi mediomassimi.
Nuova Delhi 2018: bronzo nei pesi mediomassimi.
Ulan-Udė 2019: argento nei pesi mediomassimi.
- Europei

Sofia 2016: oro nei pesi mediomassimi.
Sofia 2018: argento nei pesi mediomassimi.
Alcobendas 2019: oro nei pesi mediomassimi.
- Campionati dell'Unione europea

Keszthely 2010: bronzo nei pesi medi.
Katowice 2011: bronzo nei pesi medi.
Cascia 2017: oro nei pesi mediomassimi.